# Smaltjärnen (Los socken, Hälsingland, 685588-145697)
Smaltjärnen är en sjö i Ljusdals kommun i Hälsingland och ingår i Ljusnans huvudavrinningsområde. Sjön har en area på 0,109 kvadratkilometer och ligger 433,2 meter över havet.

## Delavrinningsområde
Smaltjärnen ingår i det delavrinningsområde (685236-145814) som SMHI kallar för Ovan 684615-145943. Medelhöjden är 413 meter över havet och ytan är 48,34 kvadratkilometer. Det finns inga avrinningsområden uppströms utan avrinningsområdet är högsta punkten. Västerhocklan som avvattnar avrinningsområdet har biflödesordning 3, vilket innebär att vattnet flödar genom totalt 3 vattendrag innan det når havet efter 182 kilometer. Avrinningsområdet består mestadels av skog (75 procent) och sankmarker (18 procent). Avrinningsområdet har 1,6 kvadratkilometer vattenytor vilket ger det en sjöprocent på 3,3 procent.